# Michael Garleff
Michael Garleff (* 2. April 1940 in Kiel) ist ein deutscher Historiker, der insbesondere durch seine Arbeiten zur baltischen Geschichte bekannt ist.

## Leben und Wirken
Michael Garleff studierte an den Universitäten Hannover, wo er Mitglied der Hannoverschen Burschenschaft Germania wurde, Marburg und Kiel Geschichte und Germanistik und legte die Staatsexamina für das Höhere Lehramt. Anschließend war er als Gymnasiallehrer am Friedrich-Schiller-Gymnasium in Preetz tätig. Später war er Assistent am Historischen Seminar der Universität Kiel und wurde 1969 bei Georg von Rauch mit einer Arbeit zur parlamentarischen Tätigkeit der deutsch-baltischen Parteien promoviert. 1998 habilitierte er sich an der Universität Oldenburg für Neuere Geschichte und erhielt 2002 die Berechtigung, den Titel „Außerplanmäßiger Professor“ zu führen.
Ab 1989 arbeitete er am Bundesinstitut für Kultur und Geschichte der Deutschen im östlichen Europa, von 1997 bis 2004 war er dessen Direktor. 2004 wurde er in den Ruhestand verabschiedet.
Michael Garleff war von 1979 bis 2000 Vorstandsmitglied der Baltischen Historischen Kommission. 1996 wurde er geschäftsführendes Vorstandsmitglied des Johann Gottfried Herder-Forschungsrates und 1999 Mitglied des wissenschaftlichen Beirates des Herder-Instituts Marburg. Er war stellvertretender Vorsitzender der Carl-Schirren-Gesellschaft Lüneburg und wurde 2004 wieder Vorstandsmitglied. Nach seinem Ausscheiden wurde er in den Ehrenbeirat aufgenommen.

## Schriften
- Die parlamentarische Tätigkeit der deutsch-baltischen Parteien in Estland und Lettland zwischen 1919 und 1939. Dissertation. Universität Kiel 1969.
Erschienen unter dem Titel: Deutschbaltische Politik zwischen den Weltkriegen. Die parlamentarische Tätigkeit der deutschbaltischen Parteien in Lettland und Estland. Wissenschaftliches Archiv, Bonn-Bad Godesberg 1976.
- Zwischen Distanz und Anpassung. Deutschbaltische Autoren im Dritten Reich. Vortrag auf der Tagung „Das Baltikum. Literatur, Geschichte, Politik“ der Hessischen Landeszentrale für politische Bildung in Frankfurt am Main, 12. März 2008 (online (Memento vom 18. Januar 2017 im Internet Archive), PDF; 476 kB).
- Die baltischen Länder. Pustet, Regensburg 2001, ISBN 3-7917-1770-7.
Bulgarisch: Pribaltijskite strani. Riva, Sofia 2010, ISBN 978-954-320-332-1.

Herausgeberschaft
- Deutschbalten, Weimarer Republik und Drittes Reich. 2 Bände. Böhlau, Köln. Band 1: 2001, ISBN 3-412-12199-1. Band 2: 2008, ISBN 978-3-412-12299-7 (= Das Baltikum in Geschichte und Gegenwart. Band 1 und Band 2).
- Georg von Rauch: Schriften aus dem Nachlaß. Universität Tartu, Tartu 1994, ISBN 9985-56-062-0.
- Zwischen Konfrontation und Kompromiss. Oldenburger Symposium „Interethnische Beziehungen in Ostmitteleuropa als Historiographisches Problem der 1930er/1940er Jahre“ (= Schriften des Bundesinstituts für Ostdeutsche Kultur und Geschichte. Band 8). Oldenbourg, München 1995, ISBN 3-486-56047-6.
- Vom Geist der Autonomie. Aufsätze zur baltischen Geschichte. Zum 60. Geburtstag des Verfassers (Gert von Pistohlkors). Mare Balticum, Köln 1995, ISBN 3-929081-17-2.
- mit Norbert Angermann, Wilhelm Lenz: Ostseeprovinzen. Baltische Staaten und das Nationale. Festschrift für Gert von Pistohlkors zum 70. Geburtstag. Lit, Münster 2005, ISBN 3-8258-9086-4.
- Literaturbeziehungen zwischen Deutschbalten, Esten und Letten. Carl-Schirren-Gesellschaft, Lüneburg 2007, ISBN 978-3-923149-39-1.
- Carl Schirren als Gelehrter im Spannungsfeld von Wissenschaft und politischer Publizistik. Carl-Schirren-Gesellschaft, Lüneburg 2013, ISBN 978-3-923149-65-0.